# Székely Árpád (orvos)
Székely Árpád, teljes nevén Székely Árpád Mihály Henrik (Budapest, 1924. január 13. – Budapest, 1988. július 14.) belgyógyász, az orvostudományok kandidátusa (1964).

## Életpályája
Tanulmányait a budapesti Pázmány Péter Tudományegyetem Orvostudományi Karán végezte, ahol 1948. február 28-án avatták orvosdoktorrá. 1948 és 1950 között az OTI Koltói Anna Kórház Belgyógyászati Osztályán, 1950 és 1958 között a Kútvölgyi-úti Állami Kórház, 1958 és 1967 között a Fővárosi János Kórház és Rendelőintézet II. számú Belgyógyászati Osztályának orvosa. 1952-ben belgyógyász szakvizsgát tett. 1967 decemberében kinevezték a budapesti Tétényi úti Kórház II. sz. Belgyógyászati Osztályának főorvosává. 1964-ben a Néhány adat egyes gyomor-bél bántalmak idegrendszeri kapcsolatára című disszertációja alapján az orvostudományok kandidátusává minősítették. 1979-ben gasztroenterológia szakvizsgát tett. 
Felesége Keresztúri Irén.

## Művei
- A Tyrothricin intravénás alkalmazása bacteriális fertőzések okozta megbetegedésekben. Bíró Lászlóval, Votin Józseffel, Nagy Klárával, Endes Pongráccal és Bálint Józseffel. (Orvosi Hetilap, 1950, 3.)
- A környéki erekre ható értágítók összehasonlító vizsgálata. Bíró Lászlóval. (Orvosi Hetilap, 1950, 9–10.)
- Primer atypusos (virus) pneumonia kezelése Aureomycinnel. Bíró Lászlóval. (Orvosi Hetilap, 1950, 44.)
- Gócok szerepe rheumás betegségek kórtanában. Policzer Miklóssal, Gergely Imrével és Nagy Gyulával. (Orvosi Hetilap, 1951, 34.)
- Baktérium érzékenység vizsgálat egyszerű módszere, tartósított (előre, gyárilag elkészíthető) antibioticumos szűrőpapírral. Bíró Lászlóval, Fiala Ervinnel. (Orvosi Hetilap, 1951, 46.)
- A hypertoniabetegség altatás gyógymódja. Policzer Miklóssal, Fenyvesi Józseffel, Solymár Jenővel, Fiala Ervinnel és Földes Jánossal. (Orvosi Hetilap, 1952, 47.)
- A Rauwolfia Serpentina alkalmazása a vegetatív működések regulatio-zavaraiban. Policzer Miklóssal, Földes Jánossal. (Orvosi Hetilap, 1955, 20.)
- Feltételes reflex vizsgálatok Hyderginnel. Solymár Jenővel, Policzer Miklóssal és Barca Sándorral. (Orvosi Hetilap, 1956, 11.)
- Thyreotrophormon-terhelés vizsgálatok pajzsmirigy-betegségekben. Földes Jánossal, Lengyel Zoltánnal. (Orvosi Hetilap, 1956, 21.)
- Adatok a vegetatív regulatio-zavarok és a hyperthyreosis diagnosztikájára vonatkozóan. Policzer Miklóssal, Földes Jánossal és Lengyel Zoltánnal. (Orvosi Hetilap, 1956, 31.)
- EKG-vizsgálat Reserpinnel a szív organikus és functionalis zavarainak elkülönítésére. Barcza Sándorral, Földes Jánossal. (Orvosi Hetilap, 1957, 25.)
- Jód-terhelés vizsgálatok. A serum anorganikus és fehérjéhez kötött jódszintje közti összefüggés. Földes Jánossal, Lengyel Zoltánnal. (Orvosi Hetilap, 1957, 32.)
- A carboanhydrase-ferment bénító új diureticumról – az acetazolamidról (Diamox, Fonrit). Mike Teréziával. (Orvosi Hetilap, 1958, 3.)
- Egyidejű Addison-krízis és diabeteses praecoma. Góth Endrével. (Orvosi Hetilap, 1959, 49.)
- Élőben kórismézett sporadikus nephrosonephritis haemorrhagica infectiosa. Eszéki Józseffel, Miklós Györggyel. (Orvosi Hetilap, 1959, 52.)
- Kóros elhízás kezelése phenmetrazin készítményekkel (Gracidin, Preludin). Góth Endrével. (Orvosi Hetilap, 1960, 20.)
- A gyomor és vastagbél pharmakoradiológiai vizsgálata aminopromazinnal (Lispsmollal). Liszka Györggyel. (Orvosi Hetilap, 1961, 12.)
- Gastrop 11 hatása a gyomormozgásokra (Összehasonlító pharmako-kymographiai vizsgálatok). Liszka Györggyel. (Orvosi Hetilap, 1961, 18.)
- Idegrendszerrel kapcsolatos gyomor-bélbántalmak kezelése Frenolonnal. Liszka Györggyel, Herman Erzsébettel. (Magyar Belorvosi Archívum, 1964, 1.)
- Hirepin alkalmazása a vegetatív regulatio zavarával kapcsolatos belgyógyászati kórképek kezelésében. Herman Erzsébettel. (Magyar Belorvosi Archívum, 1965, 1.)

## Díjai, elismerései
- Madzsar József-díj (1979)